# Trung tâm Thương mại Quốc tế, Hồng Kông
Trung tâm Thương mại Quốc tế (tiếng Trung: 環球貿易廣場; tiếng Anh: International Commerce Center viết tắt ICC) gồm 108 tầng, cao 484,3 m (1.589 ft) là một tòa nhà chọc trời hoàn thành vào năm 2010 tại Tây Cửu Long, Hồng Kông. Đây là một phần của dự án Union Square thuộc Kowloon Station. Đây là tòa nhà cao thứ 4 trên thế giới (thứ ba ở châu Á) khi công trình được hoàn thành vào năm 2010. Tính đến tháng 6 năm 2019, đây là tòa nhà cao thứ 12 trên thế giới theo chiều cao, tòa nhà cao thứ chín của thế giới tính theo số tầng, tòa nhà cao nhất Hồng Kông và là tòa nhà cao thứ 6 ở Trung Quốc.

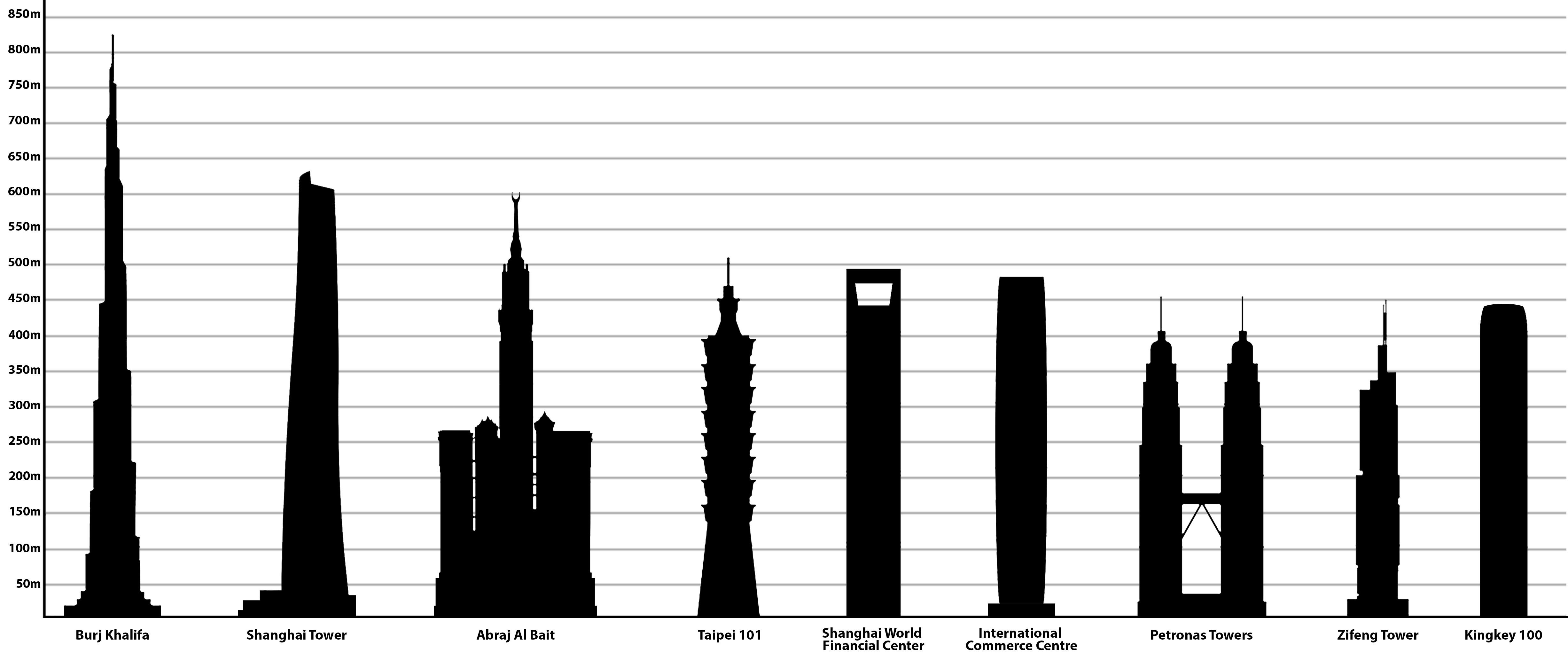
Trung tâm thương mại quốc tế so với các tòa nhà cao nhất châu Á.

Các khu tiện nghi đáng chú ý bao gồm The Ritz-Carlton, Hồng Kông, và đài quan sát có tên Sky100.
ICC phải đối mặt với tòa nhà chọc trời cao thứ hai ở Hồng Kông, Trung tâm Tài chính Quốc tế 2 (IFC) nhìn trực tiếp qua Cảng Victoria ở khu Trung tâm, Đảo Hồng Kông. IFC được phát triển bởi Sun Hung Kai Properties, cùng với một nhà phát triển lớn khác ở Hồng Kông, Henderson Land.

## Phát triển
MTR Corporation Limited và Sun Hung Kai Properties, nhà điều hành tàu điện ngầm và nhà phát triển bất động sản lớn nhất của Hồng Kông là hai tập đoàn chịu trách nhiệm phát triển tòa nhà chọc trời này. Được biết đến là chương trình phát triển dự án Union Square Giai đoạn 7, tên hiện tại của nó đã được chính thức công bố vào năm 2005. Trung tâm thương mại quốc tế đã được hoàn thành trong các giai đoạn từ 2007 đến 2010. Tòa tháp mở cửa vào năm 2011, với việc khai trương Ritz-Carlton vào cuối tháng 3 và đài quan sát vào đầu tháng 4.
Chiều cao đề xuất đã được thu lại từ các kế hoạch trước đó do các quy định không cho phép các tòa nhà cao hơn các ngọn núi xung quanh. Đề xuất ban đầu cho tòa nhà này được gọi là Trạm Cửu Long giai đoạn 7 và nó được thiết kế cao 574 m (1.883 ft) với 102 tầng. Nó cao hơn 162 m (531 ft) so với mức cao nhất hiện tại ở Hồng Kông là Trung tâm Tài chính Quốc tế.
Tòa tháp được thiết kế bởi công ty kiến trúc Mỹ Kohn Pedersen Fox Associates (KPF) kết hợp với Công ty Wong & Ouyang (HK) Ltd..
Công việc xây dựng đã tạm thời bị dừng lại vào ngày 13 tháng 9 năm 2009, do một tai nạn trục thang máy làm sáu công nhân thiệt mạng.

## Số tầng
Tòa nhà có 108 tầng trên mặt đất và 4 tầng dưới mặt đất. Do tỷ lệ Hội chứng sợ số bốn ở Hồng Kông, các tầng có thể bao gồm số "4" (4, 14, 24, v.v.) đã bị bỏ qua. Do đó, nó được tính như một tòa nhà 118 tầng.

## Hệ thống các tầng
Trong tầng hầm của nó là trung tâm mua sắm Elements, được khai trương vào tháng 10 năm 2007.
Một khách sạn năm sao là The Ritz-Carlton, Hồng Kông, chiếm dụng từ tầng 102 đến 118. Hồ bơi và quán bar cao nhất thế giới (OZONE) nằm ở tầng 118 trên cùng.
Tòa nhà cũng có một đài quan sát trên tầng 100 có tên Sky100 mở cửa cho công chúng vào tháng 4 năm 2011. Tầng 101 được cho một số nhà hàng năm sao thuê.

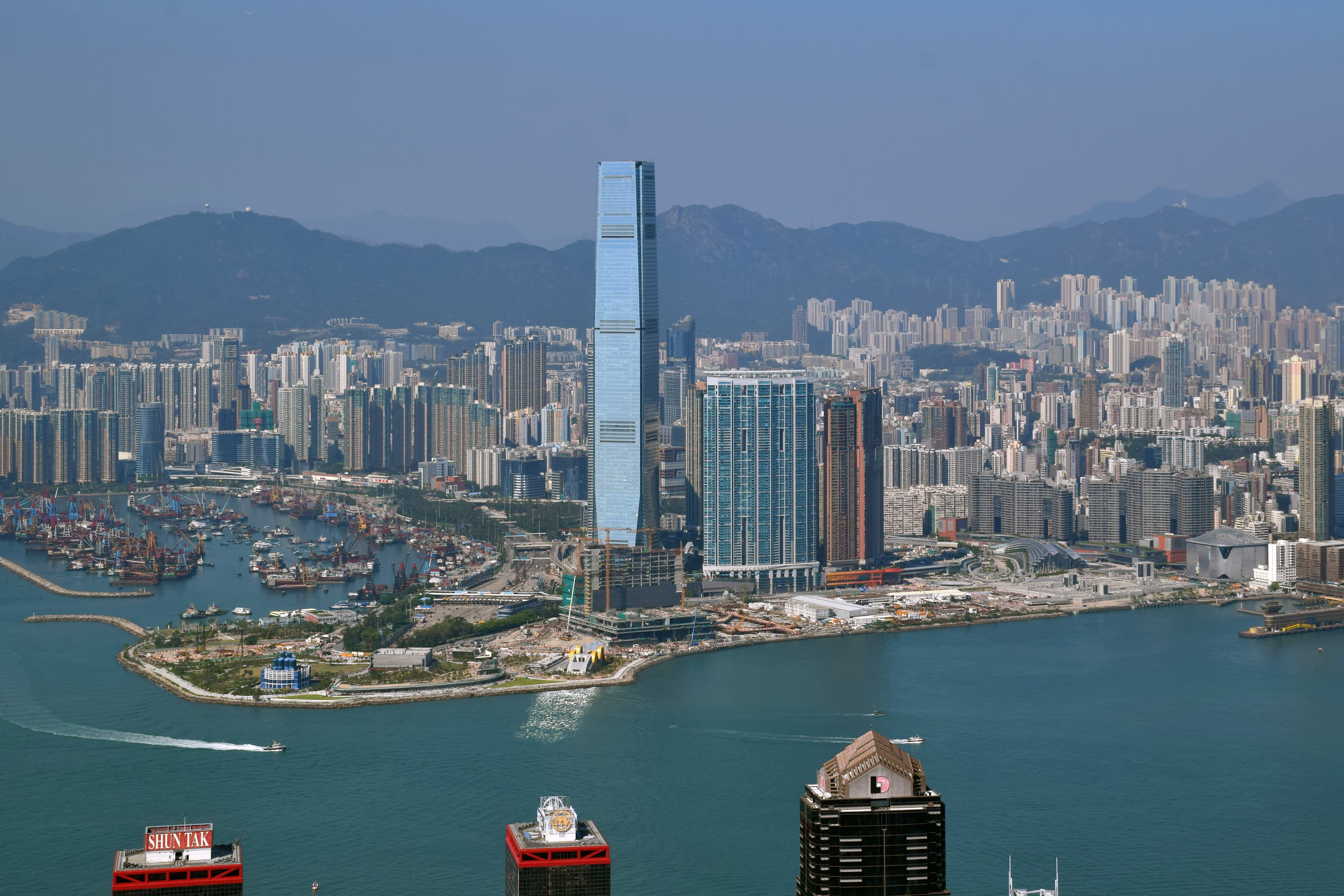
Toàn cảnh khu Tây Cửu Long với tòa nhà

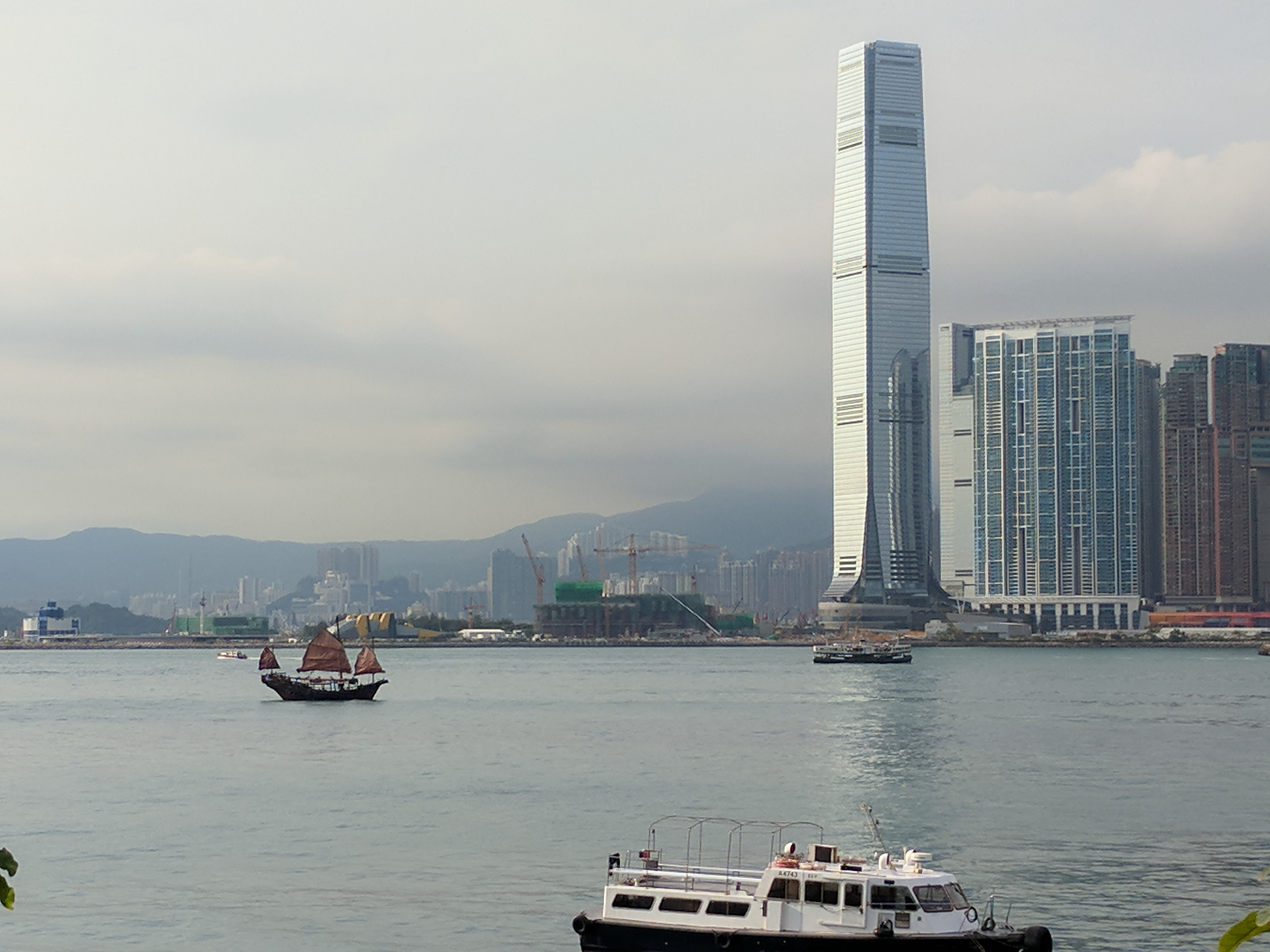

Phần còn lại của tòa nhà, ngoại trừ sảnh, chứa các văn phòng lớp A.
| Tầng 118                                                              | Bể bơi và Ozone ở The Ritz-Carlton, Hồng Kông |
| Tầng M6                                                               | Sàn máy                                       |
| Tầng 106 đến tầng 117 (ngoại trừ 104, 105, 114)                       | The Ritz-Carlton, Hồng Kông (Phòng khách)     |
| Tầng M5                                                               | Sàn máy                                       |
| Tầng 102–103                                                          | The Ritz-Carlton, Hồng Kông (Bar và Lobby)    |
| Tầng R4, M4-1, M4-2, M4-3                                             | Phòng và sàn máy                              |
| Tầng 101                                                              | Nhà hàng đêm 101                              |
| Tầng 100                                                              | Sky100                                        |
| Tầng 78 đến 99 (ngoại trừ 83, 84, 93, 94)                             | Tầng cao văn phòng (2)                        |
| Tầng R3, M3-1, M3-2                                                   | Phòng và sàn máy                              |
| Tầng 50 đến 77 (ngoại trừ 53, 54, 63, 64, 73, 74)                     | Tầng cao văn phòng (1)                        |
| Tầng 48 đến 49                                                        | Sky lobbies                                   |
| Tầng R2, M2-1, M2-2                                                   | Phòng và sàn máy                              |
| Tầng 12 đến 47 (ngoại trừ 13, 14, 23, 24, 26, 28, 29, 33, 34, 43, 44) | Tầng văn phòng khu vực thấp (2)               |
| Tầng M1-1, M1-2, M1-3, M1-5, R1                                       | Phòng và sàn máy                              |
| Tầng 10 đến 11                                                        | Tầng văn phòng khu vực thấp (1)               |
| Tầng 8 đến 9                                                          | Lobby                                         |
| Tầng 1 đến 3                                                          | Elements                                      |
| Tầng B4–B1                                                            | Khu đỗ xe                                     |

## ICC Light và Music Show
Buổi trình diễn ánh sáng LED đã lập kỷ lục Guinness thế giới mới cho "chương trình ánh sáng và âm thanh lớn nhất trên một tòa nhà duy nhất", sử dụng tổng cộng 50.000 mét vuông trên hai mặt tiền của Trung tâm thương mại quốc tế.
ICC Light and Music Show được thiết kế bởi nhà thiết kế ánh sáng Hirohito Totsune, người đã thiết kế hệ thống chiếu sáng của Tokyo Skytree. Tương tự như "Bản giao hưởng ánh sáng" hàng ngày tại cảng Victoria, ICC Light and Music Show tạo ra một chủ đề và cốt truyện sử dụng các yếu tố ánh sáng và âm nhạc.

## Ảnh

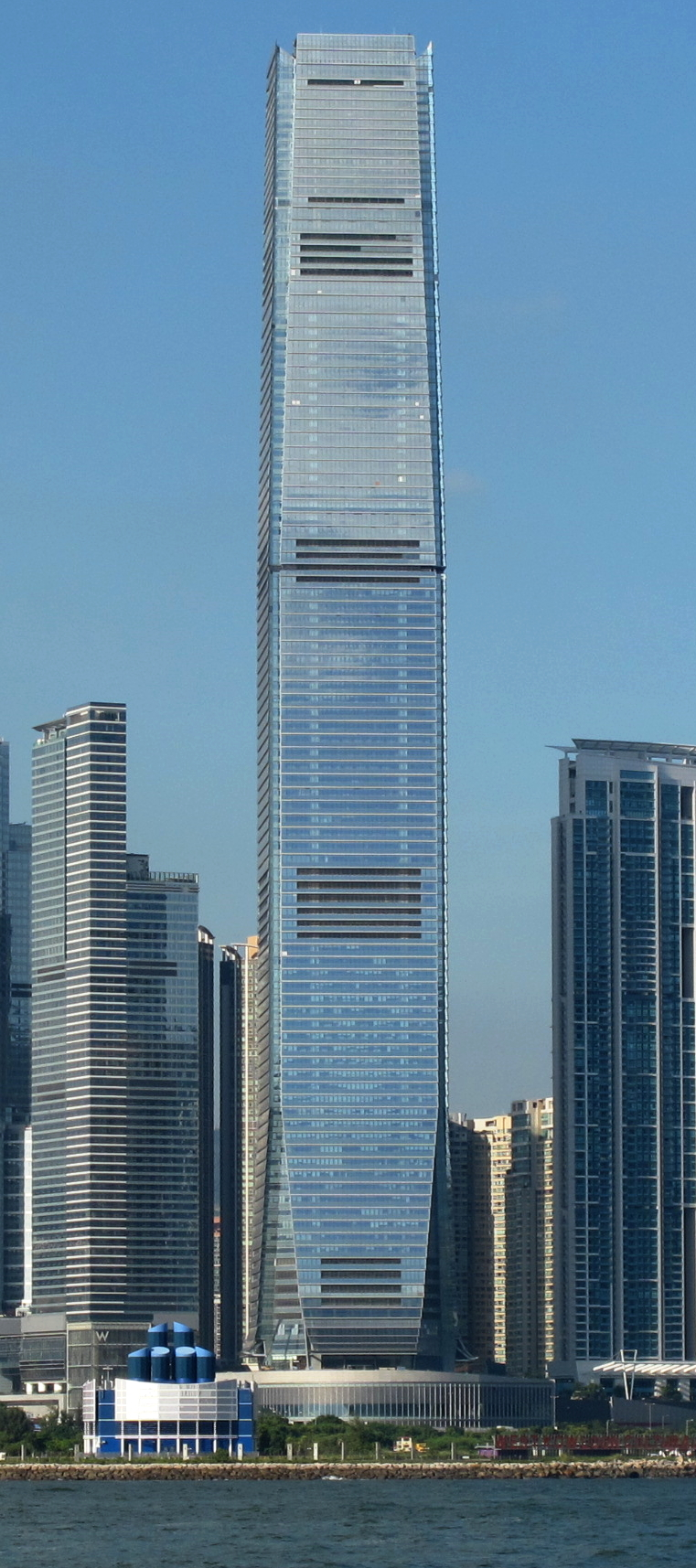
Tháp năm 2008
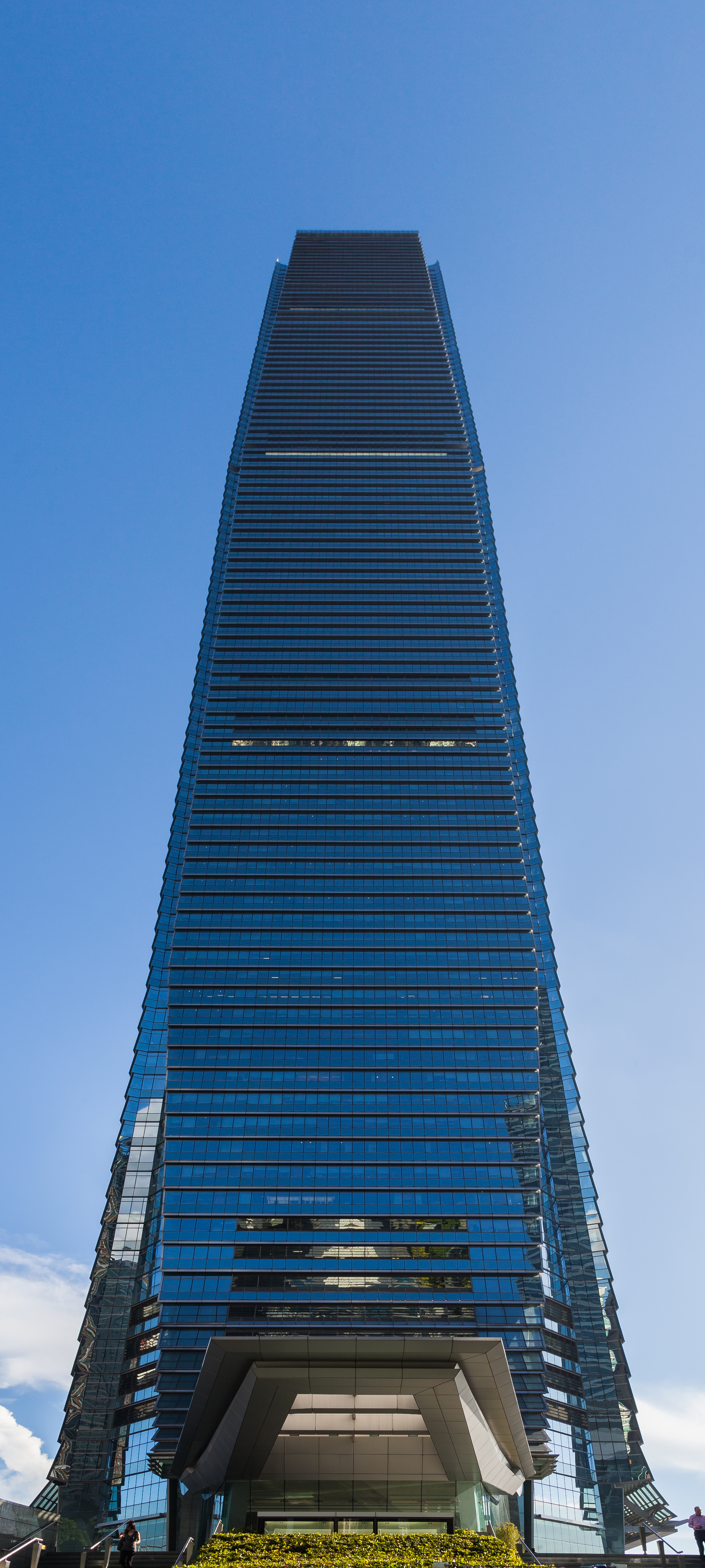
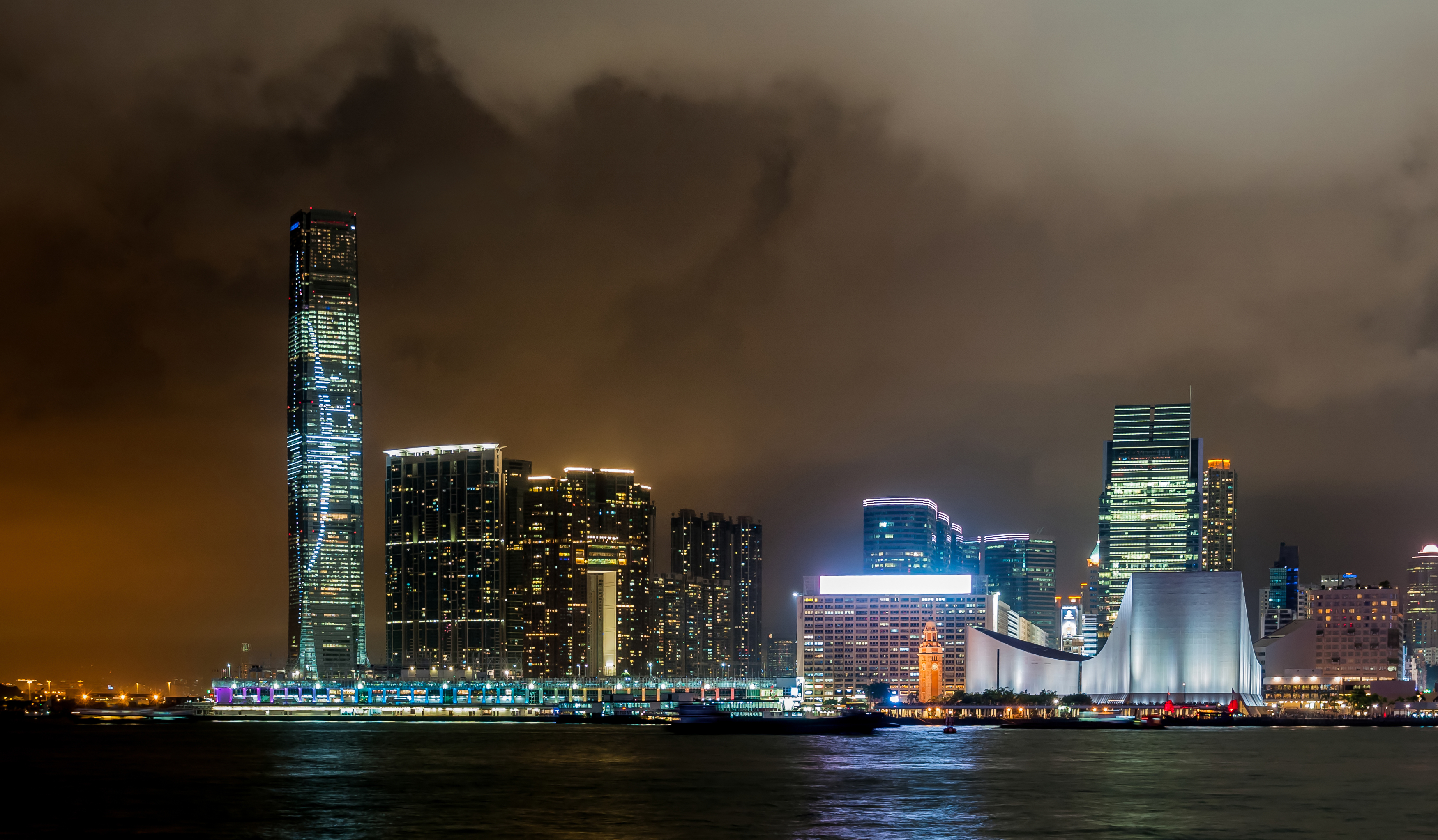
Một bản đồ đơn giản của Quảng trường Union hiển thị vị trí của Trung tâm Thương mại Quốc tế.
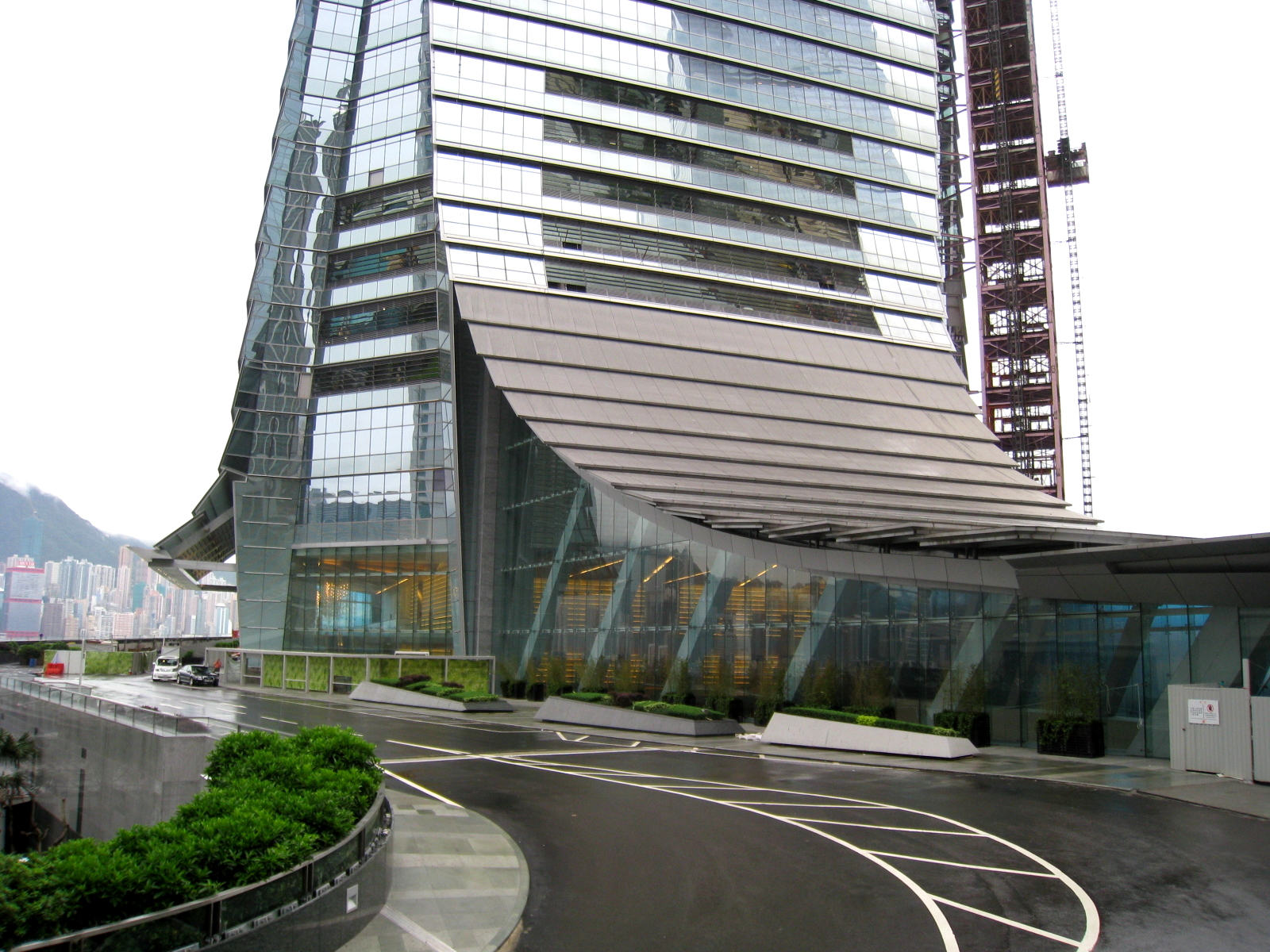
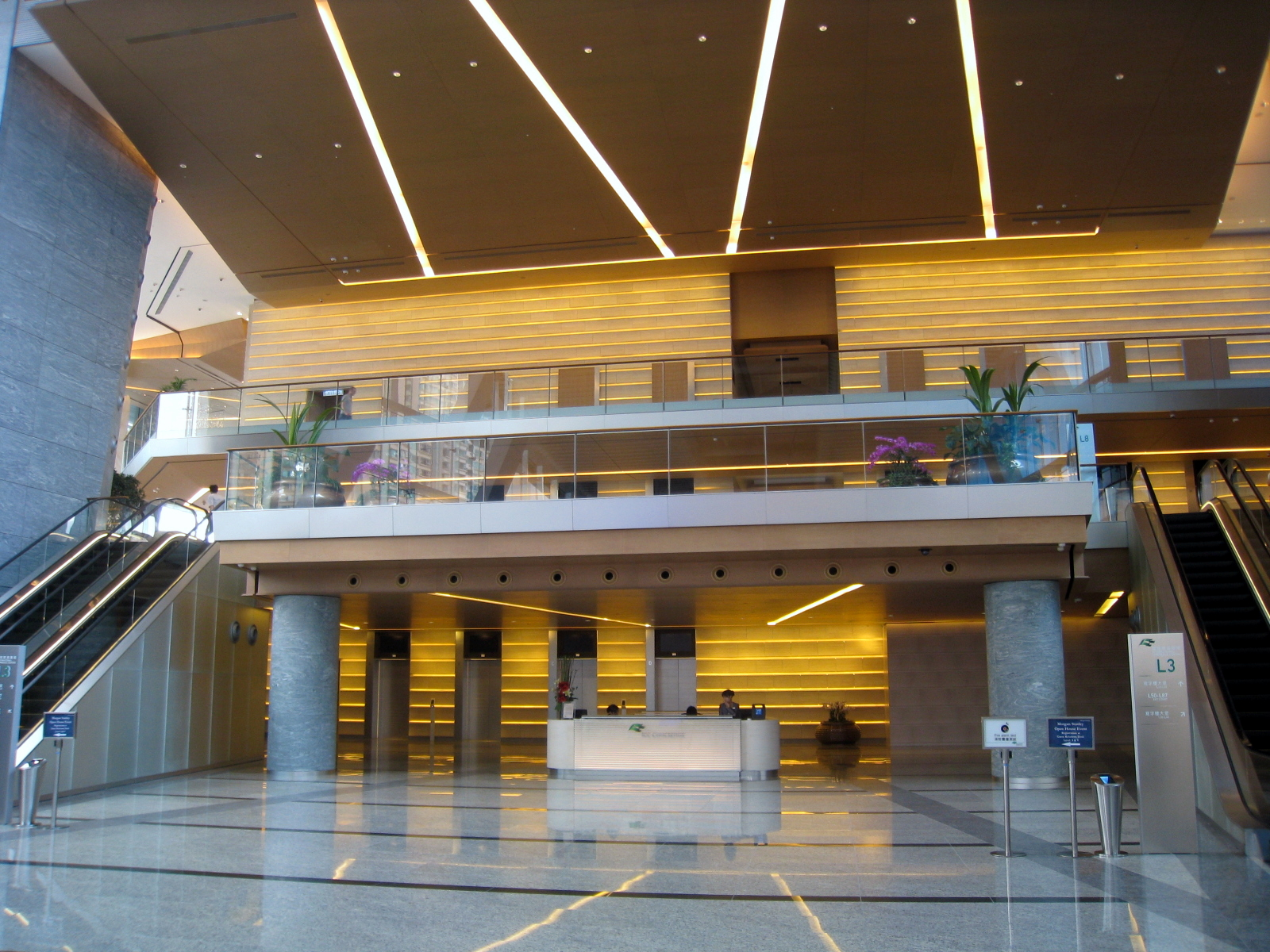
Sảnh văn phòng
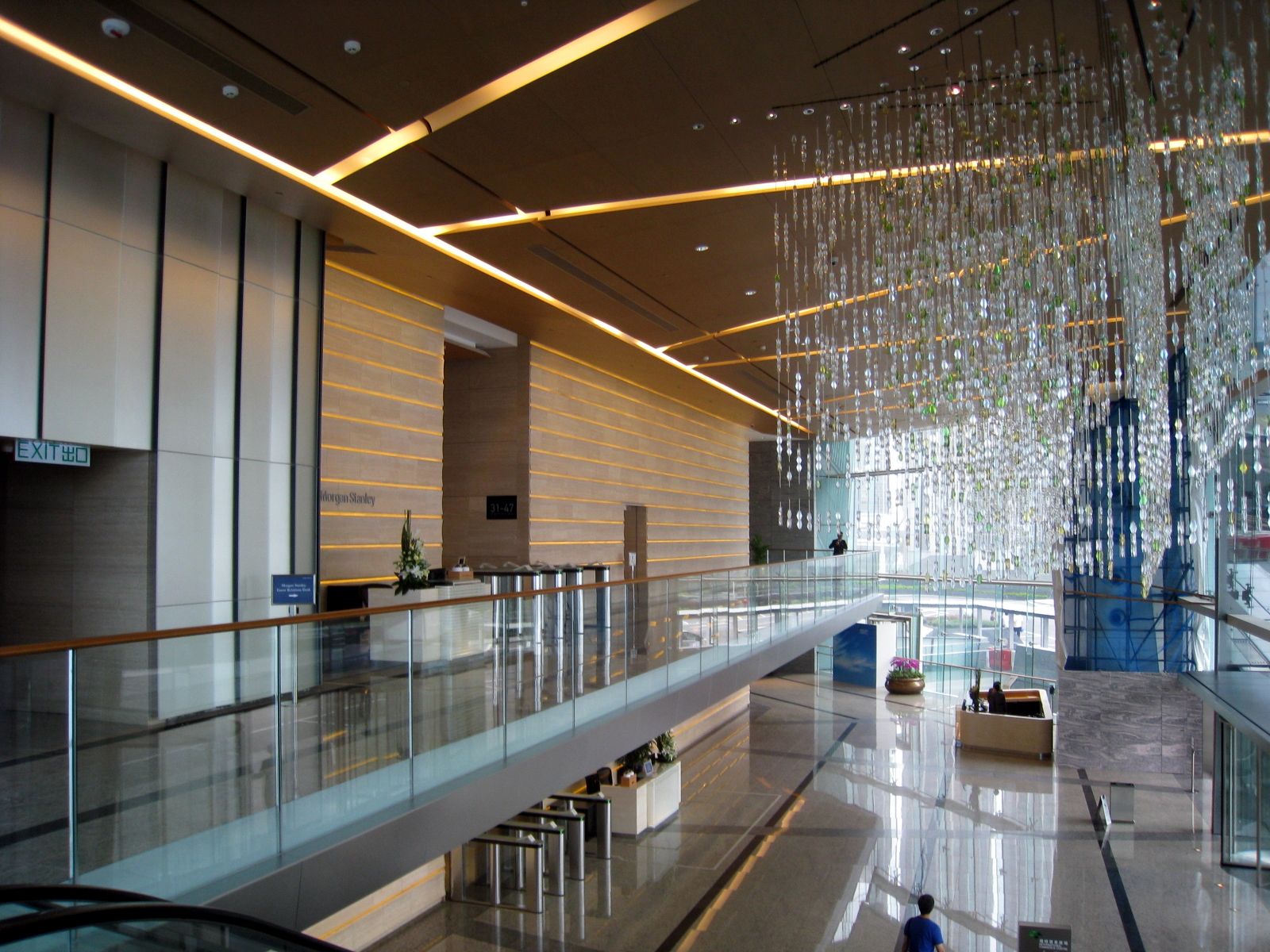
Khoảng trống sảnh văn phòng
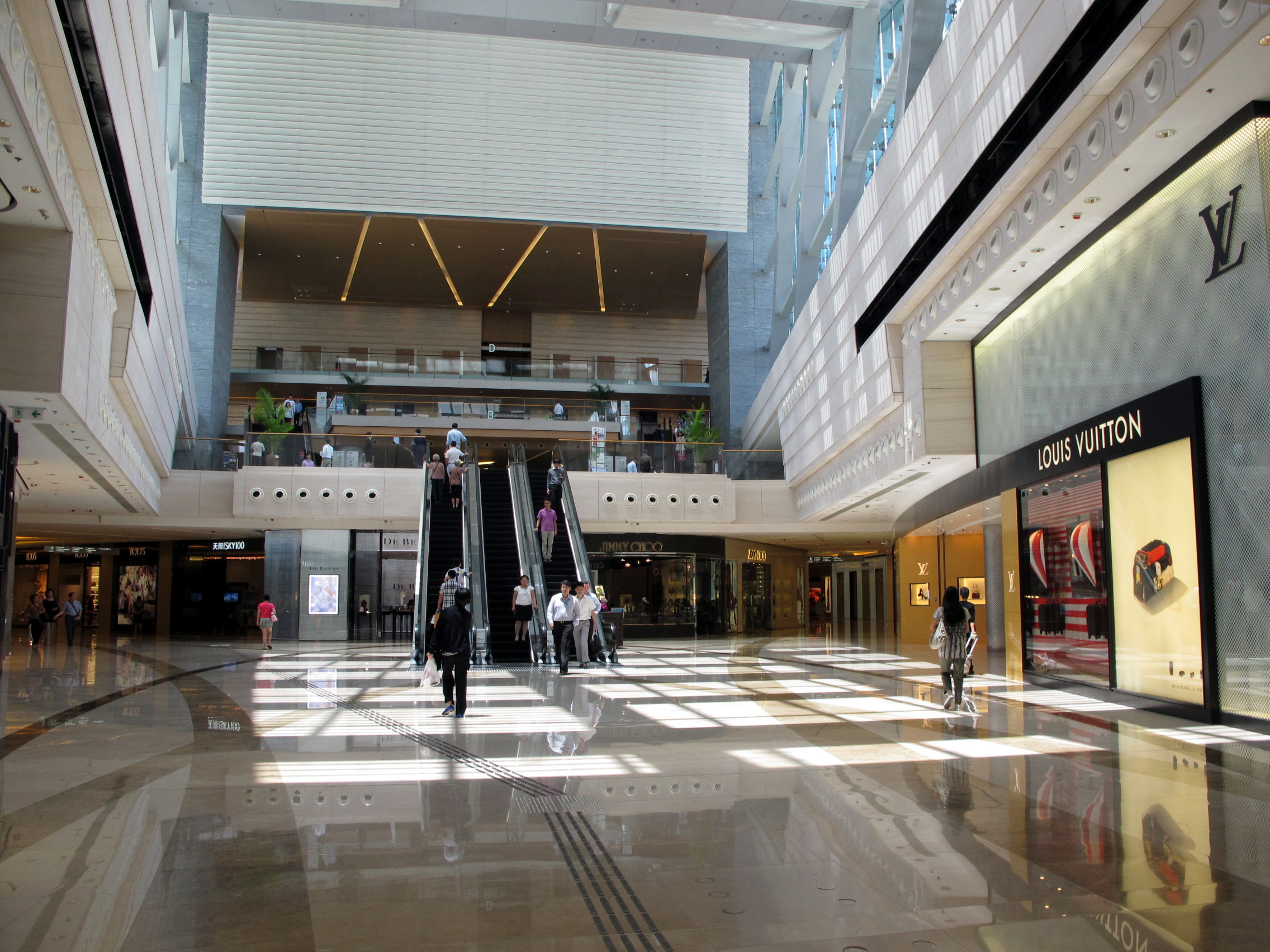
Truy cập từ trung tâm mua sắm Element Elements
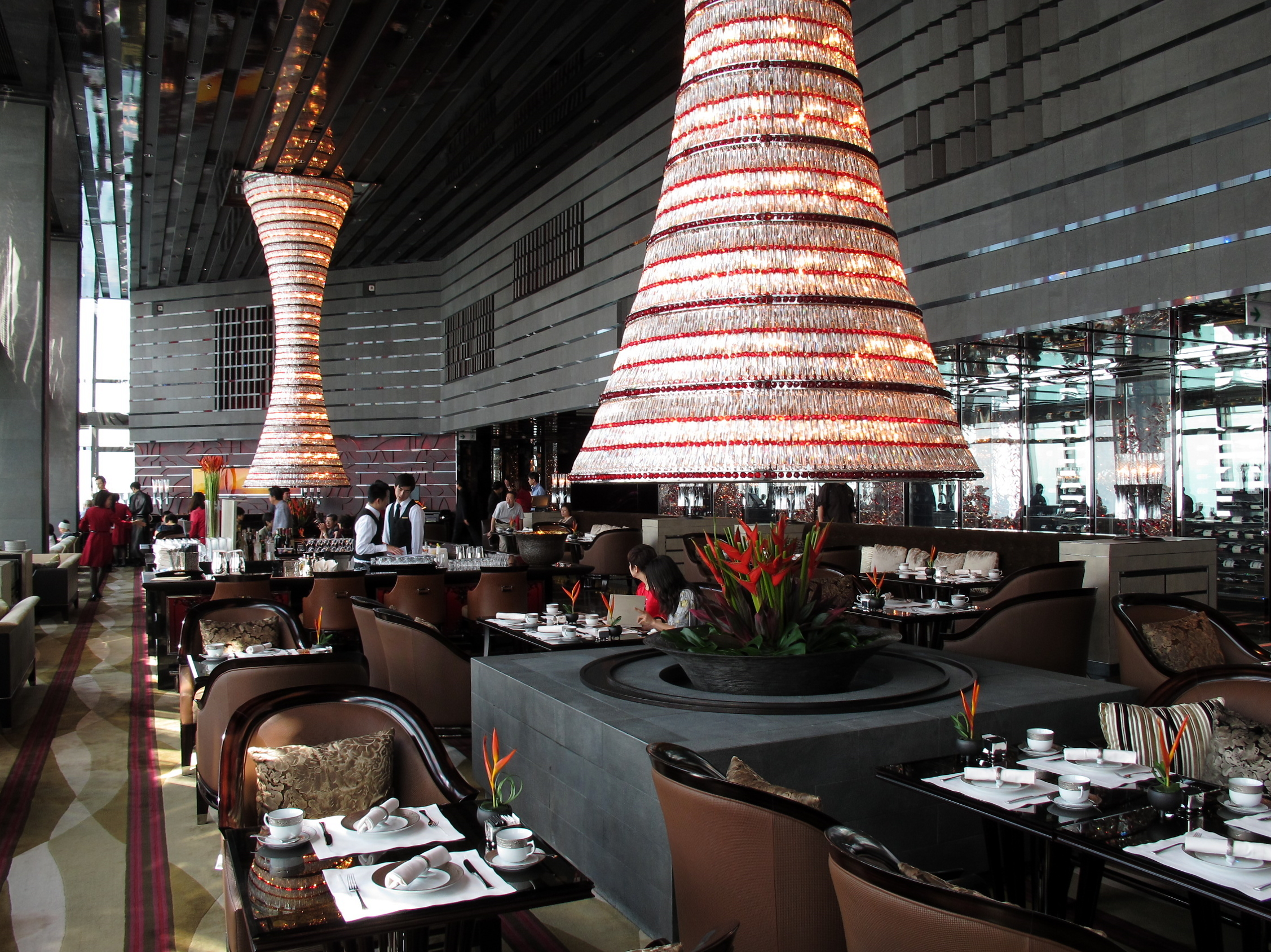
sảnh khách sạn The Ritz-Carlton, Hồng Kông
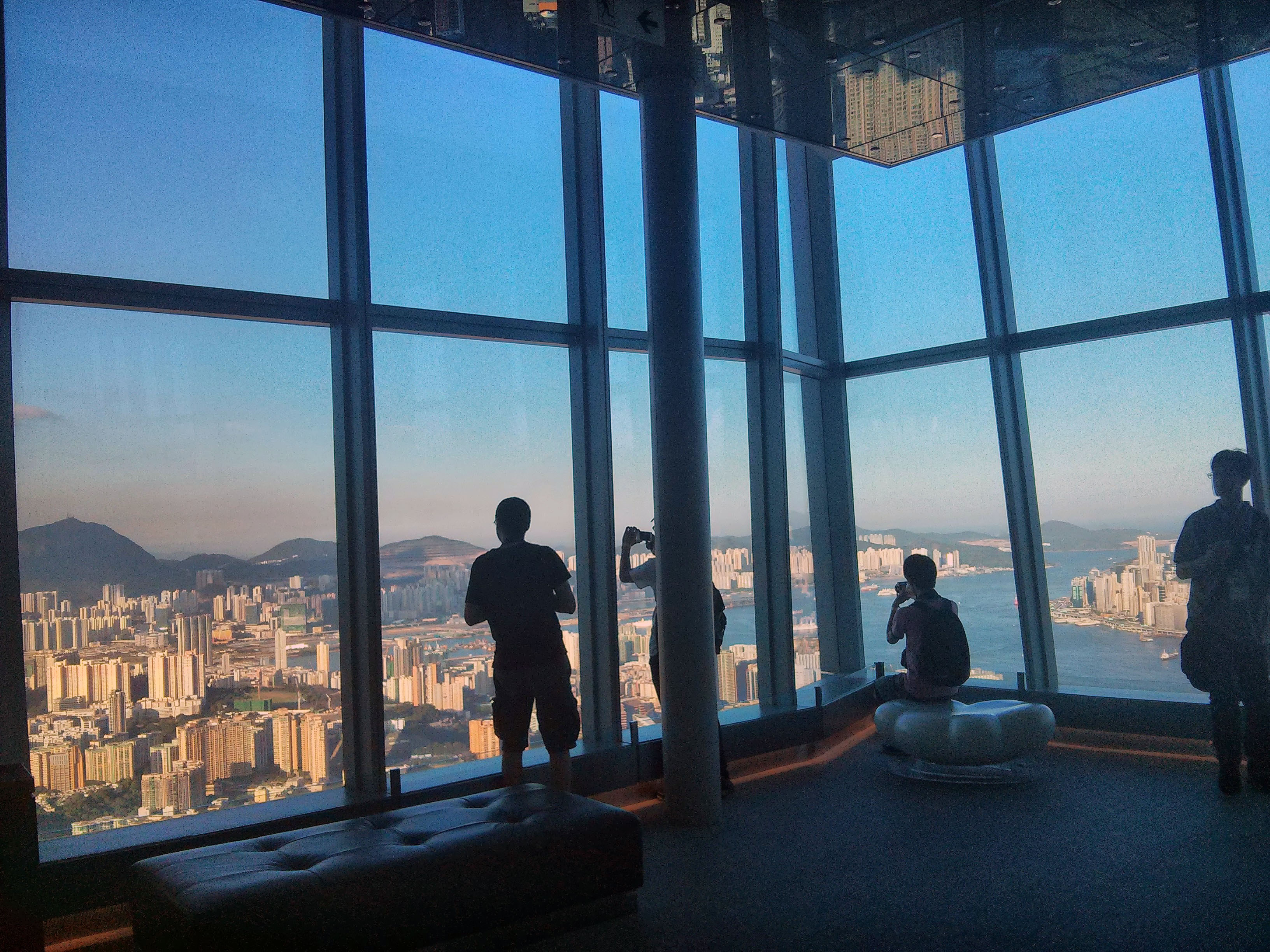
Sky 100, góc quay 360 trên tầng 100 của tòa nhà